# Pentatlo moderno nos Jogos Olímpicos de Verão de 1960
O pentatlo moderno nos Jogos Olímpicos de Verão de 1960 foi disputado na cidade de Roma, Itália.
Nesses Jogos foram realizados a competição individual e a competição por equipes que consistem em cinco modalidades: esgrima, natação, tiro, corrida e hipismo.

## Masculino

### Individual
| Pos. | País           | Atletas       | Pontos |
| ---- | -------------- | ------------- | ------ |
|      | Hungria        | Ferenc Németh | 5024   |
|      | Hungria        | Imre Nagy     | 4988   |
|      | Estados Unidos | Robert Beck   | 4981   |

### Equipes
| Pos. | País            | Atletas                                   | Pontos |
| ---- | --------------- | ----------------------------------------- | ------ |
|      | Hungria         | Ferenc Németh Imre Nagy Andras Balczó     | 14863  |
|      | União Soviética | Igor Novikov Nikolai Tatarinov Hanno Selg | 14309  |
|      | Estados Unidos  | Robert Beck Jack Daniels George Lambert   | 14192  |